# Squatina dumeril
Pour les articles homonymes, voir Ange de mer.
Espèce
Statut de conservation UICN

 LC  : Préoccupation mineure
Répartition géographique
L’Ange de mer de sable ou Ange de mer de l’Atlantique (Squatina dumeril), est un requin au corps aplati qui vit en général à demi enterré sur le fond en attendant qu’une proie passe à sa portée. Il se rencontre au niveau du plateau continental des côtes de l’Atlantique ouest, du sud de la Nouvelle-Angleterre au Golfe du Mexique, Jamaïque, Venezuela, entre les latitudes 43° N et 9° N.